# LaShawn Merritt
LaShawn Merritt (* 27. června 1986 Portsmouth, Virginie) je americký atlet, olympijský vítěz, jehož specializací je běh na 400 metrů.
V roce 2004 vybojoval tři zlaté medaile (400 m, 4 × 100 m, 4 × 400 m) na juniorském mistrovství světa v italském Grossetu. Vítězné časy obou amerických štafet (38,66 a 3:01,09) jsou dodnes juniorskými světovými rekordy a není bez zajímavosti, že oba byly dosaženy ve stejný den, 18. července 2004.
V současnosti je držitelem sedmi zlatých a tří stříbrných medailí z atletických MS 2007, 2009, 2011, 2013 a 2015. S touto bilancí se stal po mistrovství světa 2015 v Pekingu jedním nejúspěšnějších účastníků světových šampionátů vůbec: mezi muži ziskal více medailí jen Usain Bolt (13) a stejný počet, 10 medailí, už jen americký sprinter a dálkař Carl Lewis. Merritt ovšem navíc vlastní ještě další zlatou medaili, ze svého prvního seniorského mistrovství světa v roce 2005.Tam sice ve vítězné finálové sestavě štafety USA na 4 × 400 metrů neběžel, ale za tým Spojených států nastoupil v rozběhu, takže zlatou medaili obdržel rovněž.
Ve své sbírce má také dvě zlaté medaile z olympijských her v Pekingu v roce 2008, stejně jako zlatou a bronzovou medaili z letních olympijských her 2016 v Rio de Janeiru. Má také zlatou medaili ze štafety na 4 × 400 metrů, kterou získal na halovém MS 2006 v Moskvě.
V běhu na 400 metrů je trojnásobným vítězem Světového atletického finále (2007–2009) a dvojnásobným vítězem Diamantové ligy (2013 a 2014). V roce 2006 vyhrál časem 44,54 sekundy v běhu na 400 metrů na Světovém poháru (předchůdci dnešního Kontinentálního poháru), kde byl také členem vítězné štafety USA (3:00,11). Na Kontinentálním poháru v roce 2014 v Marrákéši opět zvítězil v běhu na 400 metrů v čase 44,60 sekundy.
Je několikanásobným mistrem USA (2008, 2009, 2012 a 2013), v roce 2015 na mistrovství USA časem 44,66 sekundy jen o tři setiny sekundy podlehl Davidu Verburgovi.
Běžel na závěrečných úsecích vítězných amerických štafet na prvních ročnících prestižního oficiálního štafetového mítinku IAAF v bahamském hlavním městě Nassau (IAAF World Relays): v roce 2014 tu štafeta USA zvítězila v čase 2:57,25 a v roce 2015 v čase 2:58,43.
Jeho halový čas 44,93 byl v době svého vytvoření juniorským světovým rekordem v hale. Venku zaběhnutý čas 44,66 sekundy z roku 2005 je historicky nejlepším světovým výkonem ve věkové skupině osmnáctiletých atletů. Merrittovy výkony v běhu na 300 metrů, zaběhnuté v americkém Eugene (31,31 sekundy 8. července 2006 a 31,30 sekundy 7. června 2009) byly ve své době nejrychlejšími světovými nížinnými časy všech dob na této netypické distanci. Ovšem jen do roku 2010, kdy Usain Bolt běžel v Ostravě tuto trať za 30,97 sekundy. Absolutně nejrychlejší třístovku všech dob (30,85 sekundy Michaela Johnsona, zaběhnutou 24. března 2000 ve vysokohorských podmínkách jihoafrické Pretorie), se ovšem ani Merrittovi ani Boltovi překonat nepodařilo. Čas 2:55,39 ve štafetě na 4 × 400 metrů, dosažený týmem USA na olympijských hrách v roce 2008 v Pekingu s Merrittem na prvním úseku, je platným olympijským rekordem.
V roce 2010 dostal LaShawn Merritt za doping trest na 21 měsíců, který mu vypršel v červenci roku 2011. Trest dostal za tři dopingové nálezy z podzimu 2009 (první v říjnu 2009). Vzhledem k tomu, že šlo o nálezy anabolického steroidu, byl Merritt suspendován na nejdelší možnou dobu, 24 měsíců. Když se mu ale později podařilo uspět s tvrzením, že steroid bral nevědomky jako součást preparátu určeného ke zlepšení sexuálních funkcí, byl mu trest zkrácen o tři měsíce, tedy na zmíněných 21 měsíců. Vzhledem k tomu, že mu začátek trestu začal běžet retroaktivně od okamžiku prvního odhalení, tedy od října 2009, znamenalo zmírnění trestu konec zákazu činnosti nikoli až v říjnu 2011, ale o tři měsíce dříve - což mu umožnilo startovat už na mistrovství světa 2011 v Tegu, kterého by se při původní délce trestu nebyl mohl zúčastnit.
Po úspěšném návratu po dopingovém distancu však zažil zklamání na olympijských hrách 2012 v Londýně, kde vinou zranění nedokončil rozběh a nemohl poté nastoupit ani do štafetového závodu.
Na atletickém mistrovství světa 2015 v Pekingu zlepšil svůj osobní rekord na 43,65 sekundy, což jej po skončení světového šampionátu zařadilo na šesté místo dlouhodobých světových tabulek: za Američany Michaela Johnsona (43,18 v roce 1999), Butche Reynoldse (43,29 v roce 1988), Jeremyho Warinera (43,45 v roce 2007), Jihoafričana Waydeho van Niekerka (43,48 v roce 2015) a dalšího ze svých krajanů, Quincyho Wattse (43,50 v roce 1992).
Ve finále Diamantové ligy 3. září 2015 v Curychu porazil v souboji tří medailistů z MS v Pekingu ve výborném čase 44,18 sekundy jak olympijského vítěze z roku 2012 a bronzového z MS 2015 Kiraniho Jamese, tak i mistra světa z Pekingu van Niekerka. V celkovém bodovém součtu ročníku 2015 však Jamese (který ovšem v Diamantové lize absolvoval o jeden závod víc) nepřekonal a nepodařilo se mu tak zvítězit v Diamantové lize třikrát za sebou.

## Osobní rekordy
Dráha
- 100 metrů - 10,47 s (2004, s nedovolenou podporou větru 10,38 s, 2004)
- 200 metrů - 19,74 s (Eugene, 8.7.2016)
- 300 metrů - 31,30 s (Eugene, 7.6.2009)
- 400 metrů - 43,65 s (Peking, 26.8.2015)
- 4 × 400 metrů - 2:55,39 (štafeta USA: LaSHAWN MERRITT, Angelo Taylor, David Neville, Jeremy Wariner - Peking, 23.8.2008)

Hala
- 55 metrů - 6,33 (2004)

- 60 metrů - 6,68 s (Lynchburg/Virginie, 18.2.2006)
- 200 metrů - 20,40 s (Fayetteville/Arkansas, 12.2.2005)
- 300 metrů - 31,94 s (Fayetteville, 10.2.2006)
- 400 metrů - 44,93 s (Fayetteville, 11.2.2005)
- 500 metrů - 1:01,39 (New York, 10.2.2012)

## Výkony LaShawna Merritta v jednotlivých sezónách

### 400 metrů (otevřená dráha)
| rok  | výkon | pořadí svět     | pořadí USA      | pořadí junioři svět |
| ---- | ----- | --------------- | --------------- | ------------------- |
| 2003 | 47,9  |                 |                 |                     |
| 2004 | 45,25 | 38=             | 14              | 1                   |
| 2005 | 44,66 | 9               | 5               | 1                   |
| 2006 | 44,17 | 3               | 2               | ---                 |
| 2007 | 43,96 | 1               | 1               | ---                 |
| 2008 | 43,75 | 1               | 1               | ---                 |
| 2009 | 44,06 | 1               | 1               | ---                 |
| 2010 | ----  | diskvalifikován | diskvalifikován | ---                 |
| 2011 | 44,35 | 1               | 1               | ---                 |
| 2012 | 44,12 | 2               | 1               | ---                 |
| 2013 | 43,74 | 1               | 1               | ---                 |
| 2014 | 43,92 | 2               | 1               | ---                 |
| 2015 | 43,65 | 2               | 1               | ---                 |
| 2016 | 43,85 | 3               | 1               |                     |

Symbol = označuje výkon, kterého v sezóně dosáhli dva či více atletů.

## Merrittovy časy pod 44 sekund
LaShawn Merritt je v pořadí devátým běžcem na světě, kterému se v běhu na 400 metrů podařilo prolomit hranici 44 sekund. Poprvé tuto bariéru překonal v roce 2007 na mistrovství světa v Ósace, kde v čase 43,96 sekundy doběhl druhý za svým krajanem Jeremym Warinerem. S devíti časy pod touto hranicí patří k nejúspěšnějším čtvrtkařům historie, je ale stále značně vzdálen od rekordního součtu Američana Michaela Johnsona, který dokázal běžet pod 44 sekund v celkem 22 závodech.
| výkon | místo          | datum     | závod                                   |
| ----- | -------------- | --------- | --------------------------------------- |
| 43,65 | Peking         | 26.8.2015 | stříbrná medaile na mistrovství světa   |
| 43,74 | Moskva         | 13.8.2013 | zlatá medaile na mistrovství světa      |
| 43,75 | Peking         | 21.8.2008 | zlatá medaile na olympijských hrách     |
| 43,85 | Rio de Janeiro | 14.8.2016 | bronzová medaile na olympijských hrách  |
| 43,92 | Lausanne       | 3.7.2014  | mítink Athletissima (Diamantová liga)   |
| 43,96 | Ósaka          | 31.8.2007 | stříbrná medaile na mistrovství světa   |
| 43,97 | Eugene         | 31.5.2014 | Prefontainův memoriál (Diamantová liga) |
| 43,97 | Eugene         | 3.7.2016  | olympijská kvalifikace atletů USA       |
| 43,98 | Lausanne       | 2.9.2008  | mítink Athletissima (Super Grand Prix)  |

## LaShawn Merritt v ročních žebříčcích (world rankings) časopisu Track & Field News

### 400 m
| rok  | pořadí   |
| ---- | -------- |
| 2005 | 9. místo |
| 2006 | 3. místo |
| 2007 | 2. místo |
| 2008 | 1. místo |
| 2009 | 2. místo |
| 2010 | x        |
| 2011 | 2. místo |
| 2012 | 3. místo |
| 2013 | 1. místo |
| 2014 | 1. místo |
| 2015 | 2. místo |

## LaShawn Merritt a Česká republika
LaShawn Merritt je autorem nejrychlejšího času v běhu na 400 metrů zaběhnutého na území České republiky. Dosáhl ho 17.6.2014 na mítinku Zlatá tretra v Ostravě, kde zvítězil v čase 44,16 sekundy.